# Vértigo
El vértigo es una sensación subjetiva de movimiento de los objetos que rodean a la persona o de su propio cuerpo; por lo común, una sensación de giro. El vértigo suele deberse a un trastorno en el sistema vestibular. Con frecuencia es confundido con el mareo, tanto en su definición como en sus síntomas; sin embargo durante el vértigo la persona experimenta una sensación vívida y aparentemente real de movimiento. Puede acompañarse de náuseas y vómitos.

## Definición
Vértigo es una sensación de giro o movimiento aparentes, en la que la persona siente que gira o se mueve, o que el mundo está girando en torno a ella. El término MeSH para vértigo lo define como:

Una ilusión de movimiento ya sea del mundo exterior girando alrededor del individuo o de la persona girando en el espacio. El vértigo puede estar asociado con trastornos del oído interno; del nervio vestibular, el tronco cerebral; o de la corteza cerebral. Las lesiones en el lóbulo temporal y lóbulo parietal pueden estar asociadas con convulsiones focales las cuales pueden presentar vértigo como una manifestación ictal. (De Adams et al., Principios de Neurología, 6 ª ed, pp300-1).
An illusion of movement, either of the external world revolving around the individual or of the individual revolving in space. Vertigo may be associated with disorders of the inner ear; vestibular nerve; brainstem; or cerebral cortex. Lesions in the temporal lobe and parietal lobe may be associated with focal seizures that may feature vertigo as an ictal manifestation. (From Adams et al., Principles of Neurology, 6th ed, pp300-1).
MeSH

## Clasificación

El sentido del equilibrio se localiza en el oído interno.

El vértigo es un tipo de trastorno del equilibrio que puede a su vez clasificarse, desde el punto de vista clínico, en tres tipos: vértigo prolongado espontáneo, vértigo recidivante y vértigo posicional.
El vértigo prolongado espontáneo puede deberse a:
- neuronitis vestibular aguda;
- accidente cerebrovascular;
- trauma del oído interno o laberinto.

El vértigo recidivante puede deberse a:
- migraña;
- accidente isquémico transitorio;
- epilepsia;
- enfermedad de Ménière;
- neuronitis vestibular;
- enfermedad autoinmune del oído medio;
- fístula perilinfática.

El vértigo posicional puede deberse a:
- vértigo postural paroxístico benigno.

En cuanto a su etiología, el vértigo puede clasificarse en central o periférico y puede haber falsos vértigos, como las lipotimias, el vértigo de altura, los mareos por aceleración, los temores de desprotección y algunas crisis epilépticas.
El vértigo puede también ser objetivo o subjetivo. Existe vértigo subjetivo si la persona siente una falsa sensación de movimiento, refiere que su cuerpo gira con respecto a los objetos. En el caso del vértigo objetivo, el más frecuente de los dos, los alrededores de la persona parecen moverse pasados del campo de su visión, esa inconfundible sensación de que los objetos giran a su alrededor.[cita requerida]

## Vértigo central

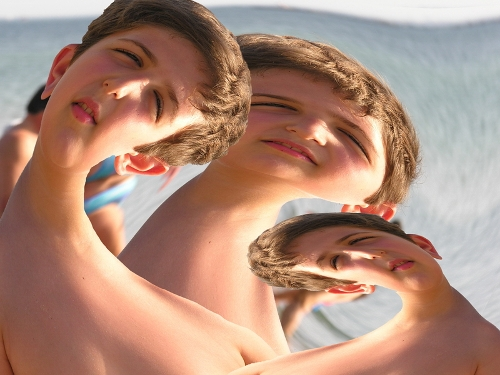
Simulación de la sensación de vértigo.

El vértigo central se caracteriza por ser continuo, dura días y no existen alteraciones auditivas ni hay síntomas neurovegetativos.

### Etiología
El vértigo es de origen multifactorial, es decir, son muchas las razones por las que puede percibir una persona esta alucinación.
- Vértigo vascular: síndrome vertebrobasilar, síndrome medular.
- Esclerosis múltiple.
- Epilepsia.
- Cefaleas tipo migraña.
- Procesos tumorales que afecten al encéfalo a nivel del ángulo pontocerebeloso.
- Afectaciones vasculares, presentando síntomas neurológicos tales como: una alteración del lenguaje, parálisis facial, etc., e insuficiencia vertebro-basilar que afecta al tronco cerebral.
- Siringomielia.
- Infecciones virales del oído interno que provoca laberintitis.
- Enfermedad de Wernicke.
- Compromiso Articular Temporomandibular (CAT).
- síndrome del músculo temporal (SMT).

### Cuadro clínico
La aparición de un vértigo central es lenta y progresiva, con una sensación de inestabilidad, manifestaciones vegetativas escasas y, sobre todo, una recuperación muy lenta y paulatina.
La exploración neurológica básica (pares craneales, pruebas cerebelosas y reflejos). Técnicas de imagen (TAC o RMN).

### Tratamiento
- Reposo. Tratamiento fundamentalmente etiológico.
- Tratamiento farmacológico:  o tietilperazina para aliviar las sensaciones, que pueden ir a veces acompañados de benzodiazepinas con efecto relajante muscular, tales como el diazepam.
- También se utiliza la fisioterapia, que puede incluir la aplicación de agentes físicos y también estiramientos o stretching.
- En tratamientos con medicina natural el ginkgo hace que el riego sanguíneo aumente en el cerebro.
- Existe evidencia de la eficacia de la nimodipina en el tratamiento del vértigo con resultados favorables.
- Meditación y autohipnosis. Estas y otras terapias de relajación, como la visualización, son capaces de calmar la ansiedad y el aturdimiento.

## Vértigo periférico

Movimiento ocular durante la sensación de vértigo.

Se presenta como crisis súbitas de poca duración, quizás minutos u horas y se acompaña de manifestaciones auditivas como la sensación de plenitud, hipoacusia y acúfenos, así como síntomas neurovegetativos (sudoración, taquicardia, hipotensión y náuseas).

### Etiología
- El llamado vértigo posicional paroxístico benigno (VPPB) es el tipo más frecuente de vértigo. Se debe a una relocalización del grupo de cristales de calcio (conocidos en conjunto con el nombre de otoconia), que en condiciones normales se hallan en la utrícula del oído interno y que, por alguna razón, salen de su posición original y migran, con el tiempo, hacia uno de los canales semicirculares (por lo general hacia el canal posterior, debido a su posición anatómica). Cuando la cabeza gira (en particular cuando el cuerpo se coloca en decúbito), el cambio de su orientación respecto a la dirección de la fuerza de gravedad provoca un movimiento de los cristales más pesados, lo que causa un desplazamiento anormal del fluido interno del canal (la llamada endolinfa) y, por consiguiente, la sensación súbita de vértigo. La sensación surge sin que haya complicaciones adicionales.
- El síndrome de Ménière: por incremento de las presiones membranosas del oído interno.
- El neurinoma del VIII par craneal (el denominado nervio vestibulococlear o nervio auditivo-vestibular o nervio estatoacústico).
- Procesos inflamatorio-infecciosos (laberintitis, fracturas del peñasco).
- Otros, como la ototoxicidad, la otosclerosis, y la enfermedad de Paget.

### Cuadro clínico
La aparición del vértigo periférico es brusca (ante cambios posturales, especialmente en el decúbito), de corta duración, con sensación de giro del entorno, hipoacusia, acúfenos, manifestaciones vegetativas exacerbadas y una rápida recuperación.
La exploración neurológica y oral básica, pruebas posicionales. También se realizan pruebas especiales, como las siguientes:
- Audiometría: Para valorar la capacidad auditiva del paciente. En la mayor parte de los casos de vértigo periférico existe caída en agudos, excepto en el síndrome de Ménière, en el cual se observa una caída en la frecuencia de graves.
- Craneocorpografía: Para valorar la inestabilidad en posición estática del paciente y ante desplazamientos.
- Electronistagmografía: Para valorar la existencia de nistagmus.
- Posturografía: Para valorar la inestabilidad simulando movimiento del entorno.

En la mayor parte de los casos se utilizan medicamentos antihistamínicos, anticolinérgicos y antieméticos. Los más frecuentes son la betahistina (Serc®), la tietilperazina (Torecan®) y la sulpirida (Dogmatil®).
Cuando el cuadro es muy intenso se realizan tratamientos quirúrgicos, con drenaje de la linfa mediante incisiones en el oído interno o laberinto, la laberintectomía y, otras veces, la sección del nervio auditivo y del nervio vestibular.

### Clasificación
- La neuronitis vestibular es un cuadro agudo e intenso acompañado de todo el contexto con náuseas, vómitos e inestabilidad, que empeora con los movimientos de cabeza o cambio de posición y que mejora al fijar la mirada en un lugar. Puede haber nistagmo y acúfenos (oír pitidos en el interior de la cabeza, sin que los haya en la realidad), suele durar unos días y cede espontáneamente. Es normal que vuelva a aparecer en brotes y que deje alteraciones residuales de inestabilidad en la marcha.[6]
- La laberintitis se produce al inflamarse el laberinto por causas infecciosas (virus o bacterias), lo que genera vértigo, que se asocia a dolor de cabeza, fiebre u otros signos de infección. Para que ceda el vértigo, debe tratarse la causa infecciosa.[6]
- Las fístulas perilinfáticas suelen deberse a lesiones traumáticas (tos o estornudos) o hiperbáricas (es decir, a un aumento en la presión atmosférica sobre el oído, como ocurre al practicar buceo). Se presenta como un vértigo de posición y falta de audición que es variable, dura unos días y cede solo.[6]
- El vértigo posicional benigno es el más frecuente de los vértigos, son cuadros agudos de segundos de duración debidos, como lo dice el nombre, a cambios en la postura del cuerpo. Aparecen sólo con ciertos movimientos o posiciones durante unas semanas para ceder. Suele repetir el proceso durante años.[6]